# غملول لبناني
الغملول اللبناني (باللاتينية: Acantholimon libanoticum) نوع نباتي يتبع جنس الغملول من الفصيلة الرصاصية.

## الموئل والانتشار
موطنه جبال ساحل بلاد الشام الشمالي والأوسط.